# Beat Rüedi
Beat Rüedi, född 19 februari 1920 i Thusis, död 29 oktober 2009 i Castino, var en schweizisk ishockeyspelare.
Rüedi blev olympisk bronsmedaljör i ishockey vid vinterspelen 1948 i Sankt Moritz.